# Forza Europea Democratica
Forza Europea Democratica (in francese: Force européenne démocrate - FED) è un partito politico francese fondato il 12 luglio 2012 da Jean-Christophe Lagarde in seguito ad una scissione dal Nuovo Centro. Vi hanno aderito quattro deputati (Jean-Christophe Lagarde, François Rochebloine, André Santini e François Sauvadet) e quattro senatori (Vincent Capo-Canellas, Hervé Marseille, Michel Mercier e Yves Pozzo di Borgo).
Dal 18 settembre 2012 fa parte dell'Unione dei Democratici e degli Indipendenti di Jean-Louis Borloo.